# 步枪兵
步枪兵（德語：SS-Schütze）是武装党卫军中级别中最低的军衔。
在一战期间，德军地面武装力量中的机枪部队和一些精英部队里的最低士兵衔级就是步枪兵。自1920年起，步枪兵成为了威瑪防衛軍中的最低士兵军衔。
德国联邦国防军中，步枪兵依旧是最低的士兵军衔。